# 머윌럼바
머윌럼바(Murwillumbah)는 오스트레일리아 뉴사우스웨일스주에 있는 도시로, 트위드강 연안에 위치해 있다. 시드니에서 북동쪽으로 848km, 퀸즐랜드주 경계에서 남쪽으로 13km, 브리즈번에서 남쪽으로 132km 정도 떨어진 곳에 위치한다.
머윌럼바는 M'bah 또는 Murbah로 줄여 불리기도 한다. 2016년 인구 조사에 따르면, 머윌럼바의 인구 수는 9,245명이다. 아르 데코 스타일의 건물이 다수 존재하며 마을에는 카페, 옷 가게, 골동품 가게들이 있다.

## 역사

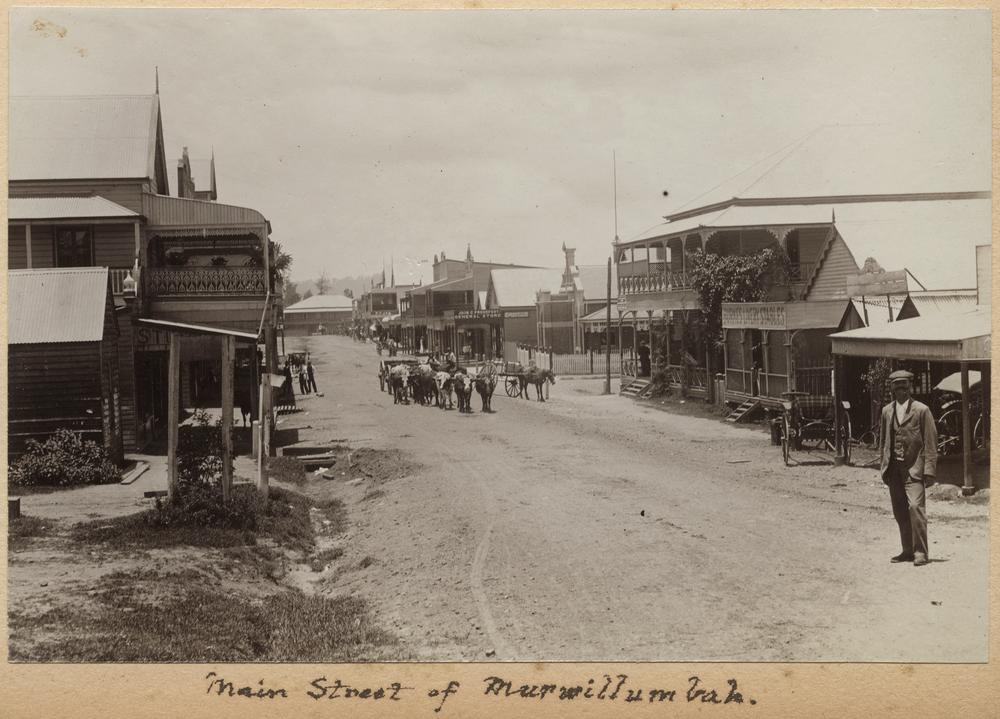
메인 스트리트, c. 1905

이 지역에 처음으로 거주한 사람들은 칼리바이 사람들이었다. 머윌럼바라는 이름은 원주민을 뜻하는 모리(murri), 월리(woli), 바흐(bah), 에서 유래한 것으로 보이며, 이 외에도 무라(murra), 윌룸(willum), 포섬(possum), 바흐(bah) 등의 단어에서 유래한 것으로 추정된다.
1840년대에 목재 벌채업자들이 머윌럼바로 몰려들어 툼불검에 있는 강 항구에 정착했다. 이후 1902년, 머윌럼바를 중심으로 지방 자치체가 선포되었다.
1907년 화재로 대부분의 상업 지구가 파괴되었다.
1918년에 하티건 사유지(Hartigan Estate)에서 18개 할당지가 처음으로 판매 광고에 올랐고, 이후 200개 할당지가 1920년 9월에 판매 광고되었다. 이 땅은 동쪽으로는 트위드 강과 상업 도로, 북쪽으로는 콘동 거리, 서쪽으로는 리버뷰 거리, 남쪽으로는 엘리자베스 거리와 경계를 이루고 있었다. 그 구역은 데니스 하티건의 사유지의 일부로 매각되었다. 1923년 12월, 9개의 농장과 팜플렛 블록으로 구성된 브레이 사유지는 A.E. 버드 & 손에 의해 경매에 부쳐졌다.
1978년, 머윌럼바에 위치한 뉴사우스웨일스 은행 금고에서 170만 호주 달러의 현금이 '매그네틱 드릴 갱'에 의해 도난당한 일이 있었다.  이는 호주 역사상 가장 큰 은행 강도 사건이었으며, 여전히 미결 상태로 남아 있다.

### 홍수
머윌럼바에는 제방이 설치되어 있으나, 큰 홍수가 났을 때 마을의 모든 지역을 보호하지는 못한다. 1954년, 1956년, 1974년, 2008년, 2009년에도 홍수가 있었지만, 역대 최악의 홍수는 2017년 3월 30일에 시작되었다. 열대성 사이클론 데비로 인해 36시간 동안 700mm 이상의 비가 내렸고, 트위드 강은 6.2m까지 불어났다. 머윌럼바 남부를 포함해 다른 저지대에서 대규모 피난민이 발생했고, 북쪽과 남쪽의 도로가 모두 물에 잠겨 차단되는 등 심각한 홍수가 발생했다.
1974년 3월에 발생한 홍수로 인해 200명의 사람들이 대피하였다. 2008년 1월, 머윌럼바와 그 주변 지역은 심각한 홍수로 인해 피해를 입었고 2009년 5월에는 폭우가 내린 후 마을과 주변 지역에 더 많은 피난민이 발생했다. 2022년에는 기록상 최악의 홍수를 기록하기도 했다. 2017년의 홍수보다 더 많은 부분이 물에 잠겨 여전히 홍수로 인한 피해 복구 작업을 진행 중이다.

## 유산 목록
머윌룸바에는 다음과 같은 문화유산이 있다:
- Casino-Murwillumbah 철도, South Murwillumbah: 머윌럼바 기차역

## 수송

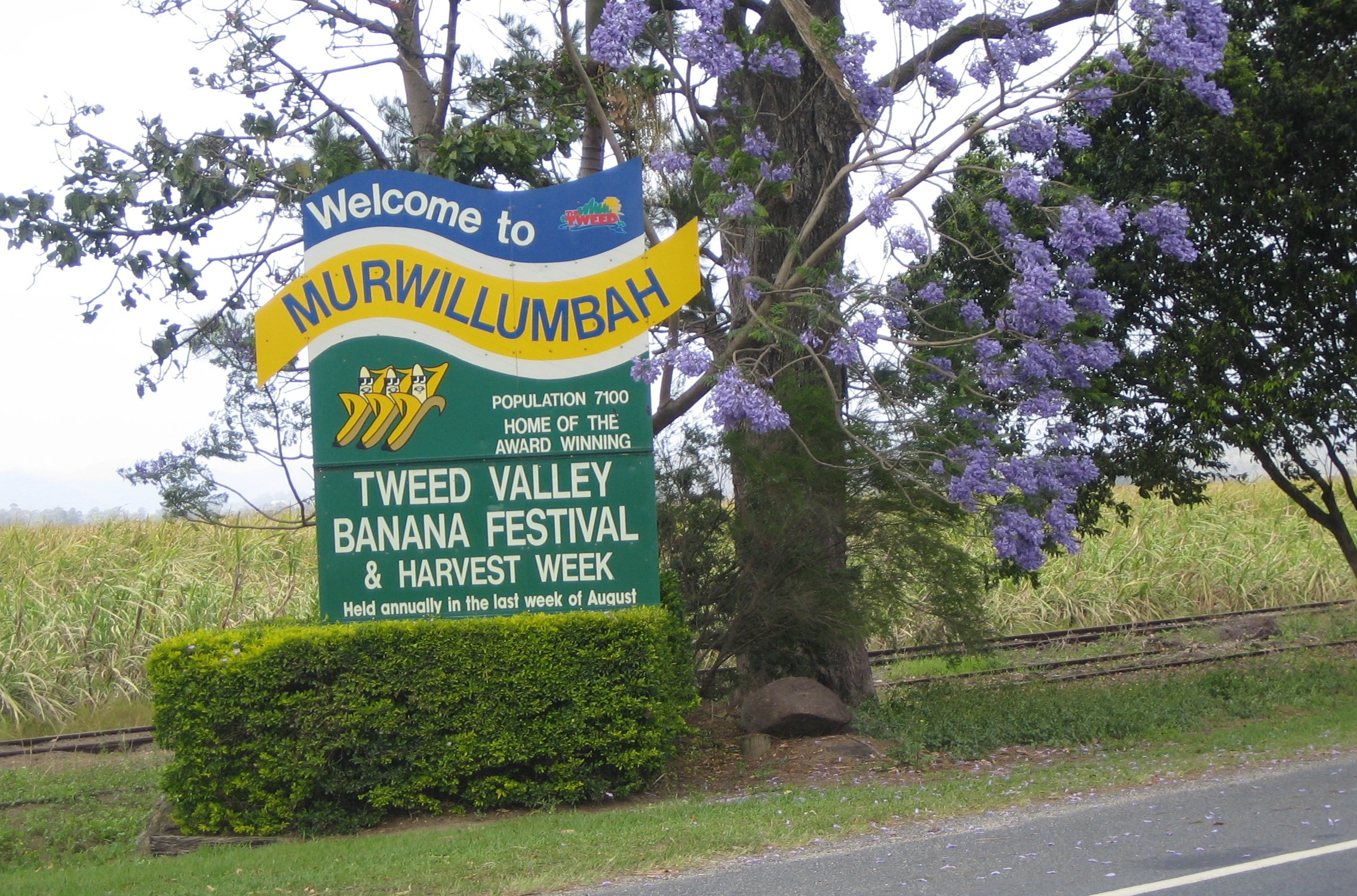
머윌럼바 표지판

호주의 퍼시픽 하이웨이는 머윌럼바의 남쪽을 통과하지만, 2002년 8월 옐군에서 진더라까지 27km의 이중 도로가 개통되면서 우회로에 위치하게 되었다. 고속도로는 이전에 비해 훨씬 조용해졌으며 트위드 밸리 웨이로 이름이 바뀌었다.
북서쪽으로 뻗어 있는 도로는 칠링엄, 누민바, 내추럴 브릿지를 통해 누민바 계곡까지 이어진다. 마을의 남서쪽에 있는 도로는 우키 마을을 거쳐 쿄글로 향한다.
머윌럼바 역은 카지노-머윌럼바 선의 종착역이었으며, 2004년 노선이 폐쇄되기 전까지 시드니 노선을 매일 운행했다. 현재는 NSW 트레인링크가 카지노를 오가는 버스를 제공한다. 이를 이용해 시드니까지 갈 수 있으며, 역은 관광 안내 센터로 사용되고 있다.
머윌럼바에는 몇 개의 버스 노선이 지나간다. 머윌럼바 버스 회사는 콘동과 우키를 포함한 마을의 주요 지역에 정차한다. 파슨스 버스는 포츠빌, 카바리타 비치, 스토커스 사이딩으로 가는 노선을 운영한다. 고셀 버스는 우키를 통해 님빈으로 가는 노선을 제공하며 싱 버스는 칠링엄, 타이알검, 은겔라로 가는 노선을 제공한다. 서프사이드 버스 노선은 테라노라를 경유하여 트위드 헤드로 가는 노선을 매 시간 운영한다.
머윌럼바의 비행장인 휘틀 필드는 제2차 세계 대전 당시 유명한 스핏파이어 조종사였던 밥 휘틀의 이름을 딴 것이다. 비행편은 운행하지 않으나 800m 잔디 활주로는 에어로 클럽, 항공기 복원, 훈련, 전세 비행을 포함한 비즈니스 활동을 지원하는 데에 사용된다.

## 산업
관광업을 제외한 머윌럼바의 주요 산업은 사탕수수 재배이다. 1973년 기계식 사탕수수 수확기가 도입되기 전까지 콘동 근처의 제당소에는 수많은 전차가 운행되었다. 낙농업 또한 주력 산업이다. 커피, 바나나, 다양한 열대 과일과 채소가 머윌럼바 전역에서 생산된다. 사우스 머윌럼바에는 2014년 문을 연 스톤앤우드 브루잉의 두 번째 양조장이 있다.
근처에 크리슈나 의식국제협회 중 하나에 해당하는 휴양지가 있다.

## 축제
매년 열리는 트위드 바나나 축제는 호주에서 두 번째로 오래된 축제이며 2005년 축제의 50주년 기념 행사가 있었다.
머윌림바에서는 2002년부터 2009년까지 자동차 경주 축제가 열렸으며, 마을을 통과하는 퍼레이드, 1킬로미터의 언덕 등반 코스 등의 행사가 열려 수천 명의 관중을 끌어 모았다. 굿우드 페스티벌 오브 스피드를 모델로 한 '스피드 온 트위드(Speed on Twed)'는 호주 전역과 유럽, 북미에서 온 자동차와 경쟁자들을 끌어들이는 지역의 하이라이트 축제였다.

## 인구통계
2016년 인구 조사에서 머윌럼바는 9,245명의 인구를 기록했는데, 이 중 52.5%가 여성이고 47.5%가 남성이었다. 머윌럼바 인구의 평균 연령은 45세로, 머윌럼바에 사는 사람들의 81.1%가 오스트레일리아에서 태어났다. 출생 국가에 대한 다른 상위 응답은 영국 3.4%, 뉴질랜드 1.9%, 인도 0.8%, 스코틀랜드 0.4%, 필리핀 0.4%였다. 89.2%의 사람들이 집에서 영어만 사용했고, 그 다음으로 흔한 언어는 펀자브어 1.2%, 스페인어 0.3%, 이탈리아어 0.3%, 타갈로그어 0.2%, 독일어 0.2%였다.

## 교육
초등학교
- 크리슈나 학교
- 마운트 세인트 패트릭 초등학교
- 머윌럼바 이스트 초등학교
- 사티야 사이 학교
- South Murwillumbah의 유아 학교
- 세인트 조셉 초등학교
- 머윌룸바 초등학교
- 트위드 밸리 어드벤티스트 칼리지

중등 학교
- 크리슈나 학교
- 마운트 세인트 패트릭 칼리지
- 머윌럼바 고등학교
- 사티야 사이 학교
- 울룸빈 고등학교
- 트위드 밸리 어드벤티스트 칼리지

## 스포츠 및 레크리에이션
머윌럼바에는 머윌럼바 머스탱스, 머윌럼바 SC, 젠틀멘 오브 머윌럼바 럭비 클럽, 골프, 조정, 크리켓, 론볼, 사이클링 등 수많은 스포츠 클럽이 있다.

## 대중문화
머윌럼바는 존 허트 주연의 영화 《루》(2010)의 촬영지이다. 1969년에는 ABC의 소설 《푸른 두루미의 목초지》가 트위드 지역에서 촬영되었으며, 2018년에는 넷플릭스에서 방영된 《루나틱스》(2019)의 촬영지로 채택되었다. 마을은 영국 리얼리티 TV 쇼 《나는 연예인이다》의 촬영지와 가까워서 스태프와 제작진의 베이스캠프로 사용되기도 한다.

## 주목할만한 사람들
머윌럼바 출신의 주목할 만한 인물들:
- 더그 앤서니 (1929–2020), 오스트레일리아의 정치인
- Reginald Arnold (1924–2017), 호주 사이클 선수
- Bob Batty (1939–2004), 호주 럭비 리그 선수
- Mark Brokenshire (1961년생), 호주 럭비 리그 선수
- Max Bryant (1999년생), 호주 크리켓 선수[22]
- Glenn Butcher (1961년생), 호주 배우
- Larry Corowa (1957년생), 호주 국제 럭비 리그 선수
- Bob Downe (1959년 출생), 코미디언 Mark Trevorrow의 무대 인물
- 네이선 에글링턴 (1980년생), 오스트레일리아 필드하키 미드필더이자 스트라이커
- 스테파니 길모어 (1988년생), 8개의 세계 타이틀을 보유한 호주 서퍼
- Robert Hagan (1947년생), 호주 예술가
- John Hargreaves (1945–1996), 호주 배우
- Chris Higgins (1943–1990), 호주 고위 공무원
- 조노 존슨 (1930–2017), 오스트레일리아의 정치인
- Anthony Laffranchi (1980년생), 호주 국립 럭비 리그 선수
- Jenny McAllister (1973년생), 오스트레일리아의 정치인
- Tallulah Morton (1991년생), 호주 모델
- Barry Muir (1937–2022), 호주 럭비 리그 선수 및 코치
- Walter Mussing (1916–1990), 호주 럭비 리그 선수
- 배리 싱(Barry Singh, 1965년생), 오스트레일리아의 음악가
- Ann Symonds (1939–2018), 오스트레일리아의 정치인
- 에릭 윌리스 (Eric Willis, 1922–1999), 호주 정치인, 뉴사우스웨일즈의 34대 총리
- 맥스 윌리스 (1935–2021), 오스트레일리아의 정치인
- Alan Woods (1945–2008), 수학자 및 계리사
- Dylan Wotherspoon (1993년생), 호주 국제 필드하키 선수

## 참조
1. ↑  "M'bah rail too costly: report"[깨진 링크(과거 내용 찾기)] by Saffron Howden, Tweed Daily News (18 April 2009)
2. ↑  "Crittle set to tackle Murbah"[깨진 링크(과거 내용 찾기)] by Jamie Gallagher and Geoff Campbell, Tweed Daily News (15 December 2009)
3. ↑  J. S. Ryan,    'Some Aboriginal Place-Names in the Richmond Tweed Area,' Oceania September 1963,  volume 34, no. 1, pages = 38-55, p.42
4. 1 2  “About the Tweed: History”. Tweed Shire Council. 20 April 2011에 원본 문서에서 보존된 문서. 20 April 2011에 확인함.
5. 1 2  “Murwillumbah: A Brief History”. Murwillumbah Chamber of Commerce. 2011년 4월 20일에 확인함.[깨진 링크]
6. 1 2  “Advertising”. 《The Tweed Daily》 V (172) (New South Wales, Australia). 1918년 7월 20일. 8면. 2019년 3월 26일에 확인함 – National Library of Australia 경유.
7. ↑  “Advertising”. 《The Tweed Daily》 V (172) (New South Wales, Australia). 1918년 7월 20일. 8면. 2019년 3월 26일에 확인함 – National Library of Australia 경유.
8. ↑  《Hartigan Estate, subdivision, Town of Murwillumbah》, hdl:10462/deriv/251881
9. ↑  “Bray Estate Sale”. 《The Tweed Daily》 X (304) (New South Wales, Australia). 1923년 12월 1일. 4면. 2019년 3월 25일에 확인함 – National Library of Australia 경유.
10. ↑  《Bray Estate, Tweed River, Murwillumbah》, hdl:10462/deriv/251876
11. ↑  Chenery, Susan (2022년 1월 7일). “'They got the lot': the mystery of the biggest bank heist in Australia's history”. 《The Guardian》.
12. ↑  “Murwillumbah remembers great bank robbery 40 years ago, still wonders where the cash is”. 《ABC News》. 2018년 11월 23일. 2020년 6월 15일에 확인함.
13. ↑  “Flood Plan”. Murwillumbah Chamber of Commerce. 2011년 4월 20일에 확인함.[깨진 링크]
14. ↑  “Flood Plan”. Murwillumbah Chamber of Commerce. 2011년 4월 20일에 확인함.[깨진 링크]
15. ↑  “Historical Tropical Cyclone Impacts in New South Wales”. Bureau of Meteorology. 19 March 2011에 원본 문서에서 보존된 문서. 20 April 2011에 확인함.
16. ↑  “Remembering Murwillumbah floods”. 《Tweed Daily News》 (The Tweed Newspaper Company).  6 January 2010. 11 January 2010에 원본 문서에서 보존된 문서. 20 April 2011에 확인함.
17. ↑  Kristy Martin (21 May 2009). “Mass evacuations forced in Tweed”. 《Tweed Daily News》 (The Tweed Newspaper Company).  4 January 2011에 원본 문서에서 보존된 문서. 20 April 2011에 확인함.
18. ↑  Hanna, Conal (2022년 2월 2일). “Floods in south-east Queensland and northern NSW: what has happened and which areas could be hit next?”. Sydney. 2022년 4월 5일에 확인함.
19. ↑  Boyd, Max (January 2013). “Bob Whittle OAM DFM” (PDF). 《Timelines》 (Murwillumbah Historical Society) 1 (3): 1–3. 2019년 3월 9일에 원본 문서 (PDF)에서 보존된 문서. 2019년 3월 31일에 확인함.
20. ↑  “F/Lt ROBERT JAMES CLARENDON "BOB" WHITTLE DFM”. 《Pacific Victory Roll》. 2020년 2월 20일에 원본 문서에서 보존된 문서. 2020년 6월 15일에 확인함.
21. ↑  "The Sugar Tramways of Northern New South Wales", Armstrong, J., Australian Railway Historical Society Bulletin, June, 1976, pp. 118–132
22. ↑  “Max Bryant”. 《Cricinfo》. 2019년 4월 1일에 원본 문서에서 보존된 문서. 2019년 4월 1일에 확인함.